# Durchtrittsfrequenz

Durchtrittsfrequenz bei ca. 4,3 kHz

Die Durchtrittsfrequenz, übliches Formelzeichen {\displaystyle f_{\text{D}}} oder als Kreisfrequenz mit {\displaystyle \omega _{\text{D}}} bezeichnet, ist definiert als die Frequenz, bei der der Betrag der Schleifenverstärkung eines Regelkreises gleich 1 bzw. logarithmisch 0 dB ist. Das ist gleichbedeutend mit derjenigen Frequenz im Bode-Diagramm, bei der der Amplitudengang die Abszisse passiert bzw. die 0-dB-Linie erreicht.
Sie kann auch als ein Maß für die Geschwindigkeit von Regelkreisen angesehen werden. Hierbei gilt, dass eine hohe Durchtrittsfrequenz für eine hohe Geschwindigkeit steht.